# Theodor Rocholl

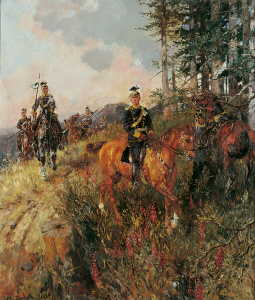
Uhlans en manœuvre, 1929

Theodor Rocholl (né le 11 juin 1854 à Sachsenberg, mort le 13 septembre 1933 à Düsseldorf) est un peintre allemand. Il est principalement connu pour ses scènes de plusieurs guerres ainsi que des paysages, des portraits et des illustrations.

## Biographie
Theodor est le fils de théologien luthérien Rudolf Rocholl (de), son neveu est l'historien et archiviste Hans Schubert (de). En 1867, il arrive à Göttingen. En 1871, il vient étudier à Dresde auprès de Julius Schnorr von Carolsfeld et d'Adrian Ludwig Richter, de 1872 à 1877 à Munich auprès de Karl von Piloty et de 1878 à 1883 à Düsseldorf auprès d'Eduard Gebhardt et de Wilhelm Sohn. À Dresde, il se fait ami avec Hugo Mühlig. À Düsseldorf, il devient artiste de guerre. D'un autre côté, il appartient à l'École de peinture de Düsseldorf. Le succès qu'il commence à rencontrer le convainc à rester dans ce genre.
Entre 1883 et 1884, il habite Breslau puis revient à Düsseldorf et part en 1890 à Saint-Pétersbourg.
Il est peintre sur six fronts et illustrateur de la guerre gréco-turque en 1897. En 1900 et 1901, il fait un reportage sur l'expédition allemande en Chine et de la révolte des Boxers. En 1908, à la demande de la Deutsche Bank, il dessine la construction du chemin de fer Berlin-Bagdad. Il est aussi présent en Albanie juste avant la Première Guerre balkanique et dans la Première Guerre mondiale.
Ses peintures de grand format sont caractérisées par le style impressionniste, libre de la peinture et une grande vitalité.
Après la guerre, ce genre n'est plus du tout demandé, Rocholl se consacre à la peinture de chevaux et de paysages, notamment de la forêt de Sababurg qu'il fait réhabiliter. Il se retire à Düsseldorf dans sa maison de maître (de). Il meurt en 1933 dans un accident de la circulation.